# SO-51A
ドコモ スマートフォン Xperia 1 II SO-51A（エクスペリアワンマークツー エスオーゴイチエー）とは、ソニーモバイルコミュニケーションズが開発し、2020年6月18日にドコモが発売したスマートフォンである。
Xperia初のdocomo 5G対応スマートフォン。

## 概要
Qualcomm Snapdragon 865 5G Mobile Platformを搭載し、5Gの通信が可能。
ブラック、ホワイト、パープルの三色展開。
3D IToFセンサーを搭載。オートフォーカスがさらに正確になった。